# Теттнанг
Теттнанг (нем. Tettnang) — город в Германии, в земле Баден-Вюртемберг.
Подчинён административному округу Тюбинген. Входит в состав района Боденское озеро. Население составляет 20 682 человек (на 31 декабря 2023 года). Занимает площадь 71,22 км². Официальный код — 08 4 35 057.
Главные достопримечательности — старый замок (приспособленный под ратушу) и новый замок в стиле барокко — возведены графами Монфорт. Графство Теттнанг, принадлежавшее этому роду, до конца XVIII века считалась самостоятельным государством Священной Римской империи.